# Дядицын, Даниил Степанович
Даниил Степанович Дядицын (1913—1972) — капитан Рабоче-крестьянской Красной Армии, участник Великой Отечественной войн, Герой Советского Союза (1943).

## Биография
Даниил Дядицын родился 30 декабря 1913 года в деревне Исакогорка Архангельского уезда Архангельской губернии (ныне Приморского района Архангельской области). После окончания средней школы работал мотористом в Архангельске. В 1940 году Дядицын был призван на службу в Рабоче-крестьянскую Красную Армию. В 1942 году он окончил курсы младших лейтенантов. С февраля 1943 года — на фронтах Великой Отечественной войны, командовал огневым взводом истребительно-противотанковой батареи 19-го гвардейского воздушно-десантного полка 10-й гвардейской воздушно-десантной дивизии 37-й армии Степного фронта. Отличился во время освобождения Украинской ССР.
В период с 5 по 19 октября 1943 года взвод Дядицына, действуя в боевых порядках батальона, принимал участие в отражении 5 немецких контратак, уничтожив 12 вражеских танков. Когда противник окружил батальон, Дядицын лично уничтожил 5 танков и несколько десятков солдат и офицеров противника. 18 октября 1943 года взвод Дядицына в районе села Анновка Верхнеднепровского района Днепропетровской области уничтожил 3 танка, 1 самоходное артиллерийское орудие и около роты немецкой пехоты.
Указом Президиума Верховного Совета СССР от 20 декабря 1943 года за «образцовое выполнение боевых заданий командования и проявленные при этом мужество и героизм» гвардии лейтенант Даниил Дядицын был удостоен высокого звания Героя Советского Союза с вручением ордена Ленина и медали «Золотая Звезда» за номером 3158.
После окончания войны в звании капитана Дядицын был уволен в запас. Проживал в Киеве, работал мастером сборочного цеха на одном из киевских заводов. Умер 21 апреля 1972 года, похоронен на Лукьяновском военном кладбище Киева.
Был также награждён орденом Отечественной войны 1-й степени и рядом медалей.